# 黑色记事本
《黑色记事本》（英文名：Black notebook），是中国作家管卉在2009年8月1日出版的一部小說，记述了各个离奇的案子，及警官于政和作家陈湘发生的一系列事件。

## 案件总述
翻开笔记本：
第一个故事：杜家的小少爷遇害了，原本以为是一单绑架灭口案，但是事情越发越蹊跷，远没有之前想象的那么简单。一切谜团，只待真相随着剧情终结者的登台而大白于天下，可这是所有人都想要的结局吗，世事无奈，只有一声叹息。
第二个故事：一单情杀案，每个人都知道妻子是凶手，可竟然找不到她所用的方法。
第三个故事：一单凶杀案，警方在调查过程竟发现与几个月前同个校园的自杀案有关。情杀？仇杀？还是没有任何理由的杀人恶魔？还会有第三个吗？

## 滨海市公安局
| 于政 | 滨海市公安局刑警支队分队长 唐唐、大宇、刘刚、齐洪之上司 徐队之下属 刘刚、齐洪、薛良之好友 与陈湘互有好感 杜家媛之好友 曾暗恋杜家媛 薛良之好友 姜雨之前男友 | 木头人神探 |
| 陈湘 | 杜家媛、薛宁、唐唐之好友 与于政互有好感 | lvy        |
| 徐队 | 于政、唐唐、大宇、刘刚、齐洪之上司 |            |
| 刘刚 | 滨海市公安局刑警支队分队员 于政、徐队之下属 妮妮之夫 于政之好友                                                                                            |            |
| 齐洪 | 滨海市公安局刑警支队分队员 于政、徐队之下属 于政之好友 |            |
| 唐唐 | 滨海市公安局刑警支队分队员 于政、徐队之下属 陈湘之好友 大宇之欢喜冤家                                                                                      |            |
| 大宇 | 滨海市公安局刑警支队分队员 于政、徐队之下属 唐唐之欢喜冤家                                                                                                 |            |
| 妮妮 | 滨海市公安局法证人员 刘刚之妻 |            |
| 薛良 | 滨海市公安局法医人员 于政之好友 |            |

## 其他人物
| 姜雨 | 原为滨海市公安局刑警支队分队员，现为大公司老板娘 于政之前女友 |  |

## 剧情终结者
| 杜晓峰     | 孝育中学初二学生 李梅、徐文涛之子 杜老太太无血缘关系之孙子 杜晋谦无血缘关系之子 杜家媛无血缘关系之弟 王雨菲之学生 揭发王雨菲与校长的奸情 被杜家媛以水果刀杀死                                            | 晓峰 |
| 李梅       | 精神病患者 杜晓峰之母 杜晋谦之情妇，后为其妻 杜老太太之媳妇 杜家媛之继母 徐文涛之前女友，后再次复合 与杜家媛之母为情敌 遭杜家媛刺激而加重精神病 杜晓峰死后患有失心疯 被杜家媛陷害而滚下楼梯身亡          |      |
| 杜家媛     | 杜氏集团老板娘 于政、陈湘之好友 于政之暗恋对象 杜晓峰无血缘关系之姐 杜晋谦之女 杜老太太之孙女 刘晨之女友 因为其母报仇而逼疯李梅 陷害徐文涛使其无不在场证据 杀害杜晓峰、李梅的凶手 遭逮捕时因服毒自杀身亡 | 家媛 |
| 杜晋谦     | 杜氏集团老板 杜家媛之父 李梅之情夫，后为其夫 杜晓峰无血缘关系之父 杜老太太之子 半年前因车祸身亡 |      |
| 杜老太太   | 杜晓峰无血缘关系之奶奶 杜家媛之奶奶 杜晋谦之母 杜家媛之母之婆婆 半年前开始信佛 |      |
| 杜家媛之母 | 杜氏集团老板娘 杜晋谦之妻 杜老太太之媳妇 李梅之情敌 杜家媛之亲生母亲 十五年前2月15日因胃癌病逝 |      |
| 徐文涛     | 杜晓峰之亲生父 李梅之前男友，后再次复合 遭杜家媛陷害导致没有不在场证据 |      |
| 刘晨       | 信源公司老板 杜家媛之男友 方维之前男友 案发当天与方维发生性行为 |      |
| 方维       | 银行职员 刘晨之前女友 案发当天与刘晨发生性行为 |      |
| 王雨菲     | 孝育中学教师 孝育中学校长之情妇 被杜晓峰揭发奸情 曾被陈湘怀疑因灭口而杀害杜晓峰 |      |
| 张嫂       | 杜家之菲佣 |      |

## 杀死你的方法
| 李健彬 | 梁晓云之夫 梁晓雨之姐夫及情夫（实际上玩弄梁晓雨感情） 梁晓军之姐夫 谭心之前情夫 张伟之友 在梁晓云怀孕后企图与梁晓雨分手未遂 遭梁晓云报复毒死 |  |
| 梁晓云 | 孕妇，空姐 李健彬之妻 谭心之前情敌 梁晓雨之姐及情敌 梁晓军之姐 惨遭梁晓雨侵占个人物品 多次受梁晓雨恶意挑战 因与谭心争吵而流产< 杀害李健彬、梁晓雨的凶手 后被捕 |  |
| 梁晓雨 | 待业者，小太妹 梁晓云之妹 梁晓军之姐 李健彬之小姨，暗恋李健彬，后为其情妇（实为其勾引李健彬） 因不甘李健彬提出分手而将与李健彬照的相摆在梁晓云的梳妆台上激怒梁晓云 企图让李健彬、梁晓云离婚未遂 因15岁前在外地长大而迁怒于梁晓云，认为自己是梁晓云 侵占梁晓云的个人物品（用她的化妆品，穿她的衣服，与李健彬同床睡觉） 遭梁晓云报复毒死 |  |
| 梁晓军 | 梁晓云、梁晓雨之弟 李健彬之小叔 白燕之男友 |  |
| 白燕   | 梁晓军之女友 |  |
| 张伟   | 李健彬之友 |  |

## 脏话效应
| 范文均 | H大大三学生 学生会委员 文艺部长 暗恋薛宁 因与徐磊有暧昧关系而被孙方可憎恨 王锐之暗恋对象 李佳、赵晶之情敌 因伶牙俐齿而被薛宁按在地下以靠垫闷至窒息而死，后装成上吊自杀未遂 |  |
| 赵晶   | H大大三学生 暗恋薛宁 李佳之情敌 因伶牙俐齿而被薛宁闷至窒息而死，后装成上吊自杀                                                                                             |  |
| 薛宁   | H大大三学生 李佳、赵晶、范文均之暗恋对象 王锐之好友 徐磊之球友 因对伶牙俐齿的敏感而对赵晶、范文均起杀机 杀害赵晶、范文均的凶手 被于政枪伤后被捕                            |  |
| 李佳   | H大大三学生 暗恋薛宁 赵晶、范文均之情敌 孙方可之好友 |  |
| 王锐   | H大大三学生 暗恋范文均 徐磊之球友 薛宁之好友 |  |
| 徐磊   | H大大三学生 与范文均有暧昧关系 薛宁、王锐之球友 孙方可之男友 |  |
| 孙方可 | H大大三学生 徐磊之女友 因范文均与徐磊关系暧昧而憎恨范文均 李佳之好友 |  |
| 白燕   | 证人 目睹范文均与李佳在校园舞会上的争吵 |  |